# Список учреждений здравоохранения Сахалинской области
В данном списке приведены учреждения здравоохранения Сахалинской области.

## Областные
- ГБУЗ «Сахалинская областная больница»
- ГБУЗ «Областной кожно-венерологический диспансер»
- ГКУЗ «Сахалинский областной противотуберкулёзный диспансер»
- ГБУЗ «Сахалинское областное бюро судебно-медицинской экспертизы»
- ГБУЗ «Сахалинский территориальный центр медицины катастроф и мобилизационного резерва»
- ГБУЗ «Сахалинское областное патологоанатомическое бюро»
- ГБУЗ «Сахалинский областной онкологический диспансер»
- ГБУЗ «Сахалинская областная станция переливания крови»
- ГКУЗ «Сахалинская областная психиатрическая больница»
- ГБУЗ «Сахалинский областной наркологический диспансер»
- ГБУЗ «Областная стоматологическая поликлиника»
- ГБУЗ «Областной врачебно-физкультурный диспансер»
- ГБУЗ Санаторий «Аралия»
- ГБСКУЗ «Детский областной многопрофильный санаторий»
- ГБУЗ «Сахалинский областной центр по профилактике и борьбе со СПИД»
- ГБУЗ «Сахалинский областной центр медицинской профилактики»
- ГКУЗ «Дом ребёнка»
- ГБУЗ «Сахалинский областной медицинский информационно-аналитический центр»
- ГБУЗ «Территориальный центр по контролю качества и сертификации лекарственных средств»

## Городской округ «Южно-Сахалинск»
- ГБУЗ «Южно-Сахалинская городская больница им. Ф. С. Анкудинова»
- ГБУЗ «Областная детская больница»
- ГБУЗ «Городская поликлиника № 1»
- ГБУЗ «Городская поликлиника № 2»
- ГБУЗ «Городская поликлиника № 4»
- ГБУЗ «Городская поликлиника № 5»
- ГБУЗ «Городская поликлиника № 6»
- ГБУЗ «Городская поликлиника № 7»
- ГБУЗ «Синегорская участковая больница»
- ГБУЗ «Амбулатория Хомутово»
- ГБУЗ «Городской родильный дом»
- ГБУЗ «Амбулатория села Дальнее»
- ГБУЗ «Консультативно-диагностический центр города Южно-Сахалинска»
- ГБУЗ «Южно-Сахалинская детская городская поликлиника»
- ГБУЗ «Станция скорой медицинской помощи»"
- ГБУЗ «Южно-Сахалинская городская дезинфекционная станция им. Ю. А. Заккис, г. Южно-Сахалинск»
- НУЗ «Дорожная больница»
- НУЗ «Финист» центр микрохирургии глаза
- ЗАО Санаторий «Синегорские Минеральные Воды»
- ЗАО Санаторий «Сахалин»

## Городской округ «Александровск-Сахалинский район»
- ГБУЗ «Александровск-Сахалинская центральная районная больница»
- ГКУЗ «Специализированный Дом ребёнка»
- ГБУЗ "Детский пульмонологический санаторий нетуберкулёзного профиля «Тополек»
- Центр госсанэпиднадзора в Александровск-Сахалинском районе
- АСф ГОБУ СПО "Сахалинский базовый медицинский колледж"

## Анивский городской округ
- ГБУЗ «Анивская центральная районная больница»
- Анивское районное ветеринарное учреждение г. Анива
- Анивский районный центр госсанэпиднадзора

## Долинский городской округ
- ГБУЗ «Долинская центральная районная больница им. Н. К. Орлова»
- Участковая больница с. Сокол
- Участковая Больница с. Быков

## Корсаковский городской округ
- ГБУЗ «Корсаковская центральная районная больница»
- Участковая больница с. Пихтовое
- Участковая больница с. Новиково
- Участковая больница с. Лесное
- Стоматологическая поликлиника г. Корсаков
- Корсаковский районный центр госсанэпиднадзора г. Корсаков
- Корсаковская поликлиника г. Корсаков
- Детская поликлиника г. Корсаков
- Дезинфекционная станция г. Корсаков

## Курильский городской округ
- ГБУЗ «Курильская центральная районная больница»

## Макаровский городской округ
- ГБУЗ «Макаровская центральная районная больница»

## Невельский городской округ
- Государственное бюджетное учреждение здравоохранения «Невельская центральная районная больница»
- Филиал федерального бюджетного учреждения здравоохранения «Центр гигиены и эпидемиологии в Сахалинской области» в Холмском и Невельском районах

## Ногликский городской округ
- ГБУЗ «Ногликская центральная районная больница»
- Ногликский центр госсанэпиднадзора

## Охинский городской округ
- ГБУЗ «Охинская центральная районная больница»
- Санаторно-оздоровительный центр «Лесная поляна»

## Поронайский городской округ
- ГБУЗ «Поронайская центральная районная больница»
- ГБУЗ «Вахрушевская городская больница»
- Центр госсанэпиднадзора г. Поронайск

## Северо-Курильский городской округ
- ГБУЗ «Северо-Курильская центральная районная больница»

## Смирныховский городской округ
- ГБУЗ «Смирныховская центральная районная больница»

## Томаринский городской округ
- ГБУЗ «Томаринская центральная районная больница»
- Участковая больница с. Красногорск
- Участковая больница с. Ильинское
- Врачебная Амбулатория с. Пензенское

## Тымовский городской округ
- ГБУЗ «Тымовская центральная районная больница»

## Углегорский муниципальный район
- ГБУЗ «Углегорская центральная районная больница»
- Санаторий-профилакторий «Солнечный» г. Шахтёрск

## Холмский городской округ
- ГБУЗ «Холмская центральная районная больница»
- ГКУЗ «Сахалинская областная психиатрическая больница № 2» с. Костромское
- ОГАУ ЦМСР «Чайка» с. Пионеры
- ГБУЗ ХЦРБ «Чеховский амбулаторий»
- ФГБУЗ ДВОМЦ ФМБА России (Больница водников)
- Филиал в с. Чехов ГКУЗ «Сахалинский областной противотуберкулёзный диспансер»
- Дезинфекционная станция г. Холмск
- Стоматологическая поликлиника «Аверс» г. Холмск

## Южно-Курильский городской округ
- ГБУЗ «Южно-Курильская центральная районная больница»